# HD5797
HD5797 — хімічно пекулярна зоря спектрального класу A0, що має видиму зоряну величину в смузі V приблизно  8,5.
Вона  розташована на відстані близько 1591,0 світлових років від Сонця.

## Пекулярний хімічний вміст
Зоряна атмосфера HD5797 має підвищений вміст 
Cr
.

## Магнітне поле
Спектр даної зорі вказує на наявність магнітного поля у її зоряній атмосфері.
Напруженість повздовжної компоненти поля оціненої з аналізу
наявних ліній металів
становить 2200,0± 350,0 Гаус.